# Лэмб, Рэй
Рэймонд Ричард Лэмб (англ. Raymond Richard Lamb; род. 28 декабря 1944, Глендейл, Калифорния) — американский бейсболист, игравший на позиции питчера в Главной лиге бейсбола. Скульптор миниатюрных фигурок.

## Бейсбольная карьера
Во время учёбы в колледже Лэмб играл питчером за университет Южной Калифорнии, где носил номер 42.
В 1966 году в 40-м раунде драфта Лэмб был выбран командой «Лос-Анджелес Доджерс». Он провёл три сезона в низших лигах, прежде чем получил вызов в Главную лигу. 1 августа 1969 года он дебютировал за «Доджерс», получив футболку с номером 42, который был у него в колледже. Такой же номер носил Джеки Робинсон в «Бруклин Доджерс». Никакой больше другой, игравший в «Доджерс» не носил этот номер с тех пор, как Робинсон завершил карьеру в 1957 году. Лэмб носил номер до конца сезона и демонстрировал хороший результат: за 15 иннингов он сделал 11 страйкаутов, показатель ERA был 1.80, а также он заработал одно поражений и одно сохранение.
В конце сезона футболку с номером 42 отняли у Рэя. «Доджерс» планировали изъять номер Джеки Робинсона и в начале сезона 1970 года Лэмбу предоставили номер 34. Завершил он тот сезон с результатом 6-1 и 3.79 ERA.
В конце сезона 1970 года Лэмб был продан в «Кливленд Индианс». За «индейцев» он выступал с 1971 по 1973 года, показав результат 14-21, прежде чем травма плеча положила конец его карьере.

## Коммерческий скульптор
После того, как его карьера в бейсболе закончилась, Лэмб стал скульптором миниатюрных ведущих военных фигур.
К 1980 году Лэмб работал на Perth Pewter, дочернюю компанию Superior Models, создавая высоко оцененную линейку 25-миллиметровых фэнтезийных миниатюр под названием Wizards and Lizards для растущего рынка фэнтезийных ролевых игр. Рецензенты высоко оценили его работы.